# USS Conger (SS-477)
USS Conger (SS-477/AGSS-477) là một  tàu ngầm lớp Tench được Hải quân Hoa Kỳ chế tạo vào giai đoạn cuối Chiến tranh Thế giới thứ hai. Nó là chiếc tàu chiến duy nhất của Hải quân Hoa Kỳ được đặt cái tên này, theo tên loài cá lịch. Nhập biên chế năm 1945, nó hoàn tất quá trễ để có thể tham gia hoạt động trong Thế Chiến II, nhưng đã tiếp tục phục vụ trong giai đoạn Chiến tranh Lạnh, bao gồm việc thử nghiệm hệ thống sonar BRASS II (Bottom Reflection Active Sonar System II) vào năm 1961, cho đến khi xuất biên chế năm 1963. Conger bị bán để tháo dỡ vào năm 1964. 

## Thiết kế và chế tạo

### Thiết kế
Lớp tàu ngầm Tench là sự cải tiến tiếp theo của các lớp tàu ngầm hạm đội   Balao và   Gato, vốn đã chứng minh thành công trong hoạt động chống Nhật Bản tại Mặt trận Thái Bình Dương. Lớp tàu này, tích lũy những kinh nghiệm trong giai đoạn đầu của cuộc xung đột, là lớp tàu ngầm cuối cùng được Hải quân Hoa Kỳ chế tạo trong chiến tranh.
Những chiếc lớp Tench có chiều dài 311 ft 9 in (95,02 m), mạn tàu rộng 27 ft 4 in (8,33 m) và mớn nước tối đa 17 ft (5,2 m), có trọng lượng choán nước 1.570 tấn Anh (1.600 t) khi nổi và 2.414 tấn Anh (2.453 t) khi lặn. Chúng trang bị bốn động cơ diesel Fairbanks-Morse 38D8-⅛ 10-xy lanh chuyển động đối xứng, dẫn động máy phát điện để cung cấp điện năng cho hai động cơ điện, đạt được công suất 5.400 shp (4.000 kW) cho phép di chuyển với tốc độ tối đa 20,25 hải lý trên giờ (37,50 km/h) khi nổi. Khi hoạt động ngầm dưới nước, chúng được cung cấp điện từ hai dàn ắc-quy Sargo 126-cell để vận hành hai động cơ điện General Electric lõi kép tốc độ chậm, có công suất 2.740 shp (2.040 kW) và đạt tốc độ tối đa 8,75 kn (16,21 km/h). Tầm xa hoạt động là 16.000 hải lý (30.000 km) khi đi trên mặt nước ở tốc độ 10 kn (19 km/h) và có thể hoạt động kéo dài đến 75 ngày; tuy nhiên khả năng hoạt động ngầm bị giới hạn bởi dung lượng điện ắc-quy, sẽ cạn trong 48 giờ khi di chuyển với tốc độ 2 kn (3,7 km/h). Chiếc tàu ngầm mang theo tiếp liệu đủ cho mười sĩ quan và 71 thủy thủ trong 75 ngày.
Lớp Tench được trang bị mười ống phóng ngư lôi 21 in (530 mm), gồm sáu ống trước mũi và bốn ống phía đuôi tàu, và mang theo tổng cộng 28 quả ngư lôi. Vũ khí trên boong tàu gồm một hải pháo 5 inch/25 caliber, một khẩu pháo phòng không Bofors 40 mm nòng đơn và một khẩu đội Oerlikon 20 mm nòng đôi, kèm theo hai súng máy .50 caliber.

### Chế tạo
Conger được đặt lườn tại Xưởng hải quân Portsmouth ở  Kittery, Maine vào ngày 11 tháng 7, 1944. Nó được hạ thủy vào ngày 17 tháng 10, 1944, được đỡ đầu bởi bà Walter C. Ploeser, phu nhân Hạ Nghị sĩ bang Missouri Walter Christian Ploeser, và được cho nhập biên chế cùng Hải quân Hoa Kỳ vào ngày 14 tháng 2, 1944 dưới quyền chỉ huy của Hạm trưởng, Thiếu tá Hải quân Henry Draper Sipple.

## Lịch sử hoạt động
Sau khi hoàn tất việc chạy thử máy và huấn luyện tại vùng biển ngoài khơi Newport, Rhode Island và Portsmouth, New Hampshire, Runner khởi hành từ Căn cứ Tàu ngầm Hải quân New London tại New London, Connecticut vào ngày 21 tháng 7, 1945 cho hành trình đi sang khu vực Thái Bình Dương ngang qua vùng kênh đào Panama. Tuy nhiên lúc đang trên đường đi trong chặng từ Balboa, Panama đến Trân Châu Cảng, xung đột chấm dứt do phía Nhật Bản chấp nhận đầu hàng vào ngày 15 tháng 8. Vì vậy chiếc tàu ngầm được lệnh quay trở lại vùng kênh đào Panama, rồi đi đến Key West, Florida vào ngày 4 tháng 9, nơi nó phục vụ cho việc huấn luyện tại Trường Sonar Hải quân cho đến ngày 6 tháng 12.
Sau đó Conger di chuyển đến Căn cứ Tàu ngầm Hải quân New London, Connecticut, rồi đến Tompkinsville, New York, nơi nó ở lại cho đến ngày 10 tháng 1, 1946, khi nó lên đường đi sang cảng nhà mới được chỉ định tại Cristóbal thuộc vùng kênh đào Panama. Chiếc tàu ngầm bắt đầu hoạt động tại vùng biển Caribe, và đã viếng thăm Memphis, Tennessee và Vicksburg, Mississippi trong tháng 5, 1947. Nó khởi hành vào ngày 23 tháng 8 cho một chuyến đi khảo sát thủy văn, băng qua eo biển Magellan và vòng quanh lục địa Nam Mỹ trước khi quay trở về vùng kênh đào vào ngày 5 tháng 10. Nó tiếp tục hoạt động tại khu vực biển Caribe cho đến ngày 11 tháng 1, 1948, khi chuyển căn cứ hoạt động đến Key West, Florida.
Vào ngày 3 tháng 6, 1949, Conger lại chuyển cảng nhà đến Norfolk, Virginia, nơi nó hoạt động dọc theo vùng bờ Đông và vùng biển Caribe, phục vụ huấn luyện chống tàu ngầm cho các hạm tàu nổi và tham gia các cuộc tập trận hạm đội. Đến năm 1952, chiếc tàu ngầm được điều động quay trở lại Căn cứ New London, Connecticut, đến nơi vào ngày 12 tháng 12. Từ đó cho đến năm 1960, nó tiếp tục hoạt động dọc theo vùng bờ Tây, thường xuyên tiến hành các chuyến đi thực tập cho sĩ quan và thủy thủ tàu ngầm tương lai.
Vào năm 1961, Conger được trang bị BRASS II (Bottom Reflection Active Sonar System II), một thế hệ sonar mới sau này phát triển thành kiểu sonar hình cầu được sử dụng trên  tàu ngầm lớp Thresher và mọi lớp tàu ngầm tấn công Hoa Kỳ tiếp theo. Conger được xếp lại lớp như một tàu ngầm phụ trợ và mang ký hiệu lườn mới AGSS-477 vào năm 1962. Nó được cho xuất biên chế vào ngày 29 tháng 7, 1963; được rút tên khỏi danh sách Đăng bạ Hải quân vào ngày 1 tháng 8, 1963; và cuối cùng bị bán để tháo dỡ vào tháng 5, 1964.
Biển tên của con tàu được lưu giữ và trưng bày tại Freedom Park, Omaha, Nebraska.